# Juan de Muñatones
Juan de Muñatones (Briviesca, 1502 - Valencia, 15 de abril de 1571) fue un religioso agustino español, obispo de Segorbe-Albarracín. 

## Biografía
Hijo de Juan Sánchez, que era alcalde de casa y corte en Briviesca, y de Juana de Muñatones, estudiaba en la Universidad de Salamanca cuando en 1521, influido por el ejemplo de Tomás de Villanueva, ingresó en la orden de San Agustín, en la que dos años después tomó los votos en el convento de los agustinos de Toledo.
Ofició como predicador de Carlos V, a quien acompañó en sus viajes por Alemania, Países Bajos e Italia con el título de maestro en Teología, fue confesor de las princesas María y Juana y preceptor del príncipe Carlos.  
Presentado por el rey Felipe II para obispo de Segorbe-Albarracín, en 1556 fue preconizado por el papa Paulo IV y consagrado por el arzobispo de Zaragoza Hernando de Aragón.  Asistió al Concilio de Trento entre 1562-63 y al de Zaragoza de 1565, cursó visita pastoral a su diócesis, celebró sínodo diocesano en Viver y colaboró con Fernando de Loazes, Martín de Córdoba y Gregorio Gallo en la redacción de las constituciones diocesanas.   
Sus intentos de implantar en su sede las reformas tridentinas tropezaron con la oposición del cabildo catedralicio, con el que mantuvo frecuentes pleitos en lo relativo a la merma del poder de éste respecto al obispo; también resultó problemática la situación con los moriscos, que convertidos forzosamente al cristianismo todavía mantenían en gran parte su religión islámica.
Fallecido en Valencia en 1571, su cuerpo fue depositado en la catedral de Segorbe, desde donde posteriormente fue trasladado para recibir sepultura en el panteón familiar en la iglesia de Santa María la Mayor de Briviesca.